# ひない菜月
ひない 菜月（ひない なつき、8月23日 - ）は、日本の漫画家。愛知県出身。女性。血液型B型。デビュー作は『失恋グラヂュエイション』。

## 略歴
- 2012年 - 
  - 3月学校法人河合塾学園トライデントデザイン専門学校 マンガ学科卒業[4][5]。
  - 12月期第13回マーガレットまんがゼミナールSUPER BEST長編賞受賞。受賞作である『失恋グラヂュエイション』でデビューした[6]。
- 2015年 - 12月6日、学校法人河合塾学園トライデントデザイン専門学校にてスペシャル講座を行った。

## 作品リスト
全て集英社、マーガレットコミックスから刊行されている。
- 駅彼　－それでも、好き。－[注 1]（2013年12月25日発売[7]、原作：くらゆいあゆ、漫画：ひない菜月、『マーガレット』2013年17号 - 23号、ISBN 978-4-08-845143-5、全1巻）
- イジワル方程式[注 2]（2014年8月25日発売[8]、『マーガレット』2014年8号[9] - 14号[10]、ISBN 978-4-08-845254-8、全1巻）
- 濃密ハニーブラッド（2020年、マーガレットコミックスDIGITAL、全10巻）
  1. 2020年8月1日発売[11]（『マーガレット』2020年6号[12][13]）
  2. 2020年8月1日発売[14]（『マーガレット』2020年7号）
  3. 2020年8月1日発売[15]（『マーガレット』2020年8号）
  4. 2020年8月1日発売[16]（『マーガレット』2020年10・11合併号）
  5. 2020年8月1日発売[17]（『マーガレット』2020年12号）
  6. 2020年9月1日発売[18]（『マーガレット』2020年13号）
  7. 2020年9月1日発売[19]（『マーガレット』2020年14号）
  8. 2020年9月1日発売[20]（『マーガレット』2020年15号）
  9. 2020年10月1日発売[21]（『マーガレット』2020年17号）
  10. 2020年10月1日発売[22]（『マーガレット』2020年18号[23]）

### その他
- 水晶玉子の夢を叶える60アニマル占い えと村のゆかいな仲間たち[24]（2021年11月5日発売[25][26][27][28][29]、著者：水晶玉子、イラスト：森月あめ、ISBN 978-4-08-790055-2）
  - イノシシ劇場の住民さんに起こるかもしれないキュン♥エピソードまんが[30]（描きおろし）

### 単行本未収録作品
- 失恋グラヂュエイション（『ザ マーガレット』2013年6月号、デビュー作）
- テイクオフ（『マーガレット』2013年14号）
- メランコリック・ドリーム（『マーガレット』2014年2号）
- シトラスドロップ（『ザ マーガレット』2014年10月号）
- 僕らの源氏姫[注 3]（『マーガレット』2015年3･4合併号[31] - 2015年10号[32]）
- ぜんぶ、キミのせい。[33][34]（『マーガレット』2015年17号別冊ふろく『Next Boyfriend』）
- 花束トゥットファーレ（『ザ マーガレット』2016年4月号[35]、『マーガレット』2016年14号[36][37]）
- おかえり、お姫さま[38]（『ザ マーガレット』2016年12月号）
- 花と彼と君と私[39]（『ザ マーガレット』2017年8月号）
- 彼女をその気にさせるには[40]（『マーガレット』2018年2号）
- 雨ふる今日はキミと一緒に[41]（『マーガレット』2018年14号）
- キンイロキセキ[42][43]（『マーガレット』2019年9号別冊ふろくマーガレットmini『運命が変わる恋』）
- 触らぬアイツにたたりなし[44]（『ザ マーガレット』2022年冬号）
- 放課後図書室 -早瀬くんにはかなわない-（原作：麻沢奏（エブリスタ）、作画：ひない菜月、『LINEマンガ』2022年11月17日配信[45][46] - 連載中）

## 関連人物
- 赤座ひではる[6] - 専門学校時代の講師。
- 田島みみ[6] - デビュー時の講師。